# Чернишев (Адигея)
Чернишев (рос. Чернышев; адиг. Чернышев) — хутір Шовгеновського району Адигеї Росії. Входить до складу Заревського сільського поселення.
Населення — 785 осіб (2015 рік).

## Географія
Розташовується в 22 км на захід від центру району аулу Хакурінохабль і в 7 км на північ від селища Зарево. В хуторі 304 двори (302 будинки), 8 вулиць. Площа 331,03 га. 311 земельних ділянок, населення хутора володіє 590 земельними паями в 3,2 га кожен. Є 162 додаткових земельних ділянки для ведення городництва. По південній околиці протікає річка Грязнуха (в тому числі ставок Нижній Грязнухинський), по північній - річка Улька. Найбільша висота над рівнем моря 80 м, середня висота 75 м.

## Історія
Хутор заснований переселенцями з станиці Тенгінского нинішнього Усть-Лабінський району Краснодарського краю і переважно "українських" губерній : Харківської, Полтавської, Воронезької, Курської, Катеринославської, Таврійської.
За переписом 1926 року на хуторі проживало майже 100% українців.